# Puente Pumarejo (1974)
El puente Pumarejo es una obra civil pública colombiana inaugurada en 1974 y puesta fuera de servicio en 2019, que cruza el río Magdalena a 20 km de su desembocadura en el mar Caribe, a la altura de Barranquilla y el municipio de Sitionuevo en el departamento de Magdalena. Conecta a Barranquilla con la isla de Salamanca y con el resto del país vía la población de Ciénaga. El puente recibió por decreto el nombre oficial de "Laureano Gómez", pero siempre fue conocido por el nombre de su impulsor, el dirigente barranquillero Alberto Pumarejo.

## Historia
Inicialmente se pensó ubicar frente a la Zona Franca de Barranquilla, para lo que habría de contar con una altura de 40 metros sobre las aguas, pero esta especificación encarecía la obra en 40 millones de pesos, por lo que la administración de Lleras Restrepo (1966-1970) optó por el puente de 15 metros de gálibo que finalmente se construyó. El 1.º de julio de 1970 se firmó el contrato de construcción del puente con el consorcio formado por Cuéllar, Serrano, Gómez, Ltda. y la empresa de ingenieros italianos Lodigiani S.A. por un valor de COP $143 200 000 y un plazo de entrega de 30 meses. El puente fue diseñado por el profesor italiano Riccardo Morandi.

## Características técnicas
El puente Pumarejo fue el más largo del país hasta la inauguración del puente Roncador en Bolívar (de 12 km) el 30 de marzo de 2020. Su longitud total de orilla a orilla es de 1 489 m, divididos en tres secciones: la primera de 319 m que corresponden al acceso a Barranquilla, la segunda de 282 m en el tramo atirantado, y la tercera de 887 m con la que se accede al corregimiento magdalenense de Palermo; incluyendo las vías de acceso la obra contemplaba 3 383 m de longitud. Tiene una capacidad de 1 500 vehículos por hora. Los pilotes alcanzan profundidades hasta de 30 m dentro del lecho del río y fueron construidos en concreto armado con un promedio de 1,80 m de diámetro. En total, el puente se sostiene sobre 56 columnas que forman 29 tramos de luces en vigas prefabricadas de 47 metros; una luz mayor de 140 y dos adyacentes de 70 m conformadas por vigas cajón que se soportan sobre cuatro apoyos rígidos (las columnas) y cuatro apoyos elásticos (los extremos de los tirantes recubiertos de concreto). Las columnas mayores son de 5 metros y las menores de 2,5 metros de diámetro. El ancho de la calzada es de 12,5 m, y la altura máxima sobre el nivel de las aguas del canal de navegación es de 16 metros.
En la construcción del puente Pumarejo se utilizaron las técnicas más avanzadas que existían en ese entonces. Para ello se prefabricaron las losas de las calzadas; se hincaron 332 pilotes a profundidades de 20 a 30 m; se construyeron las grandes vigas de hasta 120 toneladas de peso por el sistema de cables pretensados; se utilizaron formaletas deslizantes tablaestacadas de acero para la fundición de las columnas, viguetas prefabricadas y todo un soporte de grúas, barcos, andamios y centrales de mezcla. En la obra intervinieron 500 operarios en 3.400.000 horas de trabajo y 42 meses en el proceso de construcción.

## Importancia regional y aspectos socioculturales

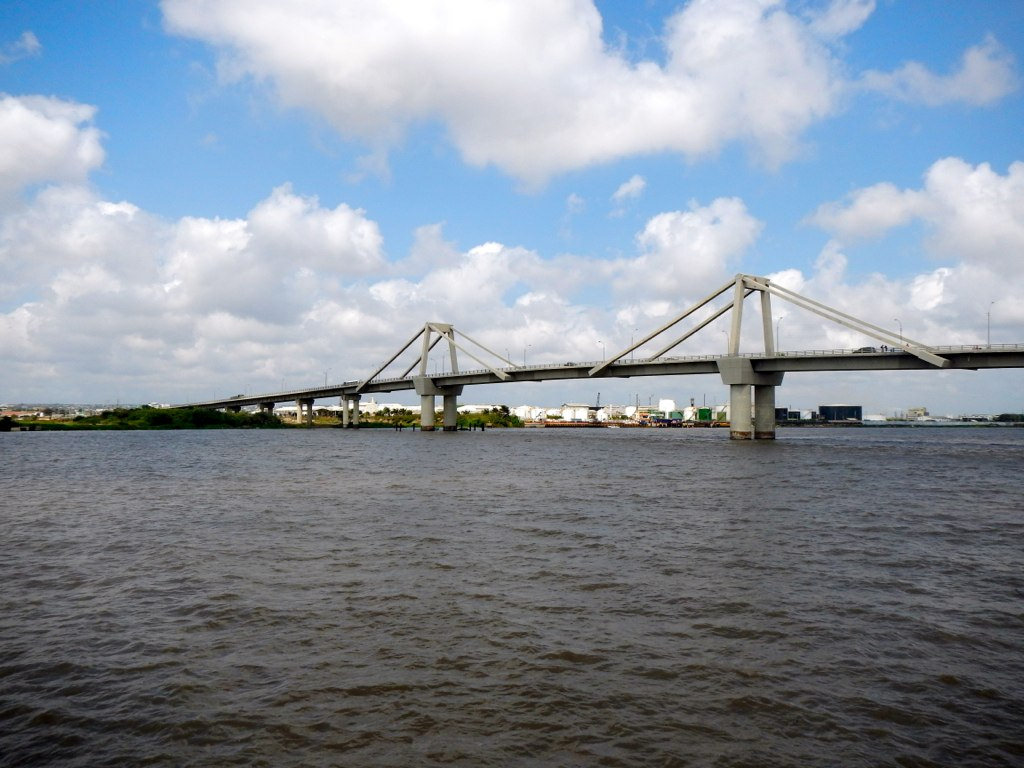
Puente Pumarejo, inaugurado en 1974.

El puente Pumarejo fue inaugurado el 6 de abril de 1974 por el presidente Misael Pastrana Borrero. 
Además de servir de arteria vial que integra a los departamentos del Caribe Colombiano, es elemento fundamental de su desarrollo. Promueve el intercambio comercial con los departamentos nororientales y del interior del país. Sirve, además, de vía para el gasoducto que viene de la Guajira y para redes eléctricas.
Al puente se debió el aumento considerable de las migraciones provenientes de los vecinos departamentos del Magdalena, el Cesar y La Guajira que trajeron consigo sus costumbres a partir de los años 1970. Antes de la construcción del puente, en Barranquilla prácticamente no se escuchaba vallenato. A partir de su construcción, el arribo a la ciudad de los conjuntos vallenatos se facilitó y aumentó considerablemente, por lo que el vallenato se consolidó como uno de los ritmos preferidos por el barranquillero en las décadas de 1970 y de 1980.
El puente Pumarejo es un ícono cultural y del desarrollo Barranquilla, al que le han cantado orquestas nacionales y extranjeras en temas como “Puente Pumarejo”.
El Pumarejo fue por muchos años el puente más largo de Colombia, hasta la construcción en 1997 del puente "Antonio Escobar Camargo" que une las poblaciones de Plato (Magdalena) y Zambrano (Bolívar).

## Reemplazo, cierre y demolición
El nuevo puente Pumarejo entró en funcionamiento el 20 de diciembre de 2019, por lo que el puente de 1974 fue cerrado al público. Se barajan varias alternativas sobre su futuro, las cuales van desde su demolición total hasta demoler su parte central para permitir el paso de buques por el nuevo puente y convertir los accesos restantes en un mirador turístico.